# 500 Milhas de Indianápolis de 1997
As 500 Milhas de Indianápolis de 1997 foi a 84ª edição da prova e a quinta prova da temporada. A prova aconteceu no Indianapolis Motor Speedway, e o vencedor foi o piloto neerlandês Arie Luyendyk, da equipe Treadway.
Entre os novatos, Jeff Ward, da Cheever, ficou em terceiro lugar.
Nesta prova, 35 carros foram classificados. Desde 1979 não largavam mais do que 33 carros. Apesar no número expandido, uma batida na volta de apresentação eliminou os três carros da fila 5(Stéphan Grégoire, Affonso Giaffone e Kenny Bräck). Dois outros carros (Sam Schmidt e Alessandro Zampedri) não iniciaram por problemas mecânicos, portanto apenas 29 caros viram a bandeira verde.

## Grid
| Posição | Abre a fila              | Meio                        | Fecha a fila             |
| ------- | ------------------------ | --------------------------- | ------------------------ |
| 1       | 5 - Arie Luyendyk (W)    | 2 - Tony Stewart            | 8 - Vincenzo Sospiri (R) |
| 2       | 3 - Robbie Buhl          | 6 - Scott Goodyear          | 27 - Jim Guthrie         |
| 3       | 52 - Jeff Ward (R)       | 14 - Davey Hamilton         | 7 - Eliseo Salazar       |
| 4       | 91 - Buddy Lazier (W)    | 51 - Eddie Cheever, Jr.     | 42 - Robby Gordon        |
| 5       | 77 - Stéphan Grégoire    | 17 - Affonso Giaffone (R)   | 4 - Kenny Bräck (R)      |
| 6       | 12 - Buzz Calkins        | 40 - Dr. Jack Miller (R)    | 10 - Mike Groff          |
| 7       | 21 - Roberto Guerrero    | 44 - Steve Kinser (R)       | 30 - Robbie Groff (R)    |
| 8       | 11 - Billy Boat (R)      | 16 - Sam Schmidt (R)        | 50 - Billy Roe (R)       |
| 9       | 28 - Mark Dismore        | 18 - Tyce Carlson (R)       | 22 - Marco Greco         |
| 10      | 54 - Dennis Vitolo       | 33 - Fermín Vélez           | 97 - Greg Ray (R)        |
| 11      | 34 - Alessandro Zampedri | 72 - Claude Bourbonnais (R) | 1 - Paul Durant          |
| 12      | 90 - Lyn St. James       | 9 - Johnny Unser            |                          |

## Resultados

### Corrida
| Pos. final | Pos. inicial | Nº | Nome                   | Qual    | Rank | Voltas | Led | Posição             |
| ---------- | ------------ | -- | ---------------------- | ------- | ---- | ------ | --- | ------------------- |
| 1          | 1            | 5  | Arie Luyendyk (V)      | 218.263 | 1    | 200    | 61  | Corrida             |
| 2          | 5            | 6  | Scott Goodyear         | 215.811 | 5    | 200    | 2   | Corrida             |
| 3          | 7            | 52 | Jeff Ward (R)          | 214.517 | 9    | 200    | 49  | Corrida             |
| 4          | 10           | 91 | Buddy Lazier (V)       | 214.286 | 12   | 200    | 7   | Corrida             |
| 5          | 2            | 2  | Tony Stewart           | 218.021 | 2    | 200    | 64  | Corrida             |
| 6          | 8            | 14 | Davey Hamilton         | 214.483 | 10   | 199    | 0   | Corrida             |
| 7          | 22           | 11 | Billy Boat (R)         | 215.544 | 6    | 199    | 1   | Corrida             |
| 8          | 4            | 3  | Robbie Buhl            | 216.102 | 4    | 199    | 16  | Corrida             |
| 9          | 21           | 30 | Robbie Groff (R)       | 207.792 | 33   | 197    | 0   | Corrida             |
| 10         | 29           | 33 | Fermín Vélez           | 206.512 | 36   | 195    | 0   | Corrida             |
| 11         | 16           | 12 | Buzz Calkins           | 209.564 | 22   | 188    | 0   | Half Shaft          |
| 12         | 18           | 10 | Mike Groff             | 208.537 | 32   | 188    | 0   | Corrida             |
| 13         | 34           | 90 | Lyn St. James          | 210.146 | 27   | 186    | 0   | Accident T4         |
| 14         | 20           | 44 | Steve Kinser (R)       | 210.793 | 24   | 185    | 0   | Accident T4         |
| 15         | 28           | 54 | Dennis Vitolo          | 207.625 | 34   | 173    | 0   | Corrida             |
| 16         | 27           | 22 | Marco Greco            | 210.322 | 26   | 166    | 0   | Gear Box            |
| 17         | 3            | 8  | Vincenzo Sospiri (R)   | 216.822 | 3    | 163    | 0   | Corrida             |
| 18         | 35           | 9  | Johnny Unser           | 209.344 | 28   | 158    | 0   | Oil Press           |
| 19         | 26           | 18 | Tyce Carlson (R)       | 210.852 | 23   | 156    | 0   | Accident T2         |
| 20         | 17           | 40 | Dr. Jack Miller (R)    | 209.250 | 29   | 131    | 0   | Accident T3         |
| 21         | 33           | 1  | Paul Durant            | 209.149 | 30   | 111    | 0   | Accident T3         |
| 22         | 24           | 50 | Billy Roe (R)          | 212.752 | 18   | 110    | 0   | Accident T3         |
| 23         | 11           | 51 | Eddie Cheever          | 214.073 | 13   | 84     | 0   | Timing Chain        |
| 24         | 9            | 7  | Eliseo Salazar         | 214.320 | 11   | 70     | 0   | Acidente na curva 2 |
| 25         | 30           | 97 | Greg Ray (R)           | 213.760 | 14   | 48     | 0   | Water Pump          |
| 26         | 6            | 27 | Jim Guthrie            | 215.207 | 7    | 43     | 0   | Motor               |
| 27         | 19           | 21 | Roberto Guerrero       | 207.371 | 35   | 25     | 0   | Direcção            |
| 28         | 25           | 28 | Mark Dismore           | 212.423 | 19   | 24     | 0   | Acidente na curva 4 |
| 29         | 12           | 42 | Robby Gordon           | 213.211 | 15   | 19     | 0   | Fire                |
| 30         | 32           | 72 | Claude Bourbonnais (R) | 210.523 | 25   | 9      | 0   | Motor               |
| 31         | 13           | 77 | Stéphan Grégoire       | 213.126 | 16   | 0      | 0   | Acidente na curva 4 |
| 32         | 14           | 17 | Affonso Giaffone (R)   | 212.974 | 17   | 0      | 0   | Acidente na curva 4 |
| 33         | 15           | 4  | Kenny Bräck (R)        | 211.221 | 20   | 0      | 0   | Acidente na curva 4 |
| 34         | 23           | 16 | Sam Schmidt (R)        | 215.141 | 8    | 0      | 0   | Motor               |
| 35         | 31           | 34 | Alessandro Zampedri    | 211.757 | 21   | 0      | 0   | Óleo                |

(V) = vencedor das 500 Milhas; (R) = Rookie